# Solveig Løvseth
Solveig Løvseth (14 de julio de 1999) es una deportista noruega que compite en triatlón. En los Juegos Europeos de Cracovia 2023 consiguió dos medallas de oro, en las pruebas individual y de relevo mixto.

## Palmarés internacional
| Juegos Europeos | Juegos Europeos    | Juegos Europeos | Juegos Europeos |
| Año             | Lugar              | Medalla         | Prueba          |
| --------------- | ------------------ | --------------- | --------------- |
| 2023            | Cracovia (Polonia) | Medalla de oro  | Individual      |
| 2023            | Cracovia (Polonia) | Medalla de oro  | Relevo mixto    |